# 内斯劳-克鲁默瑙

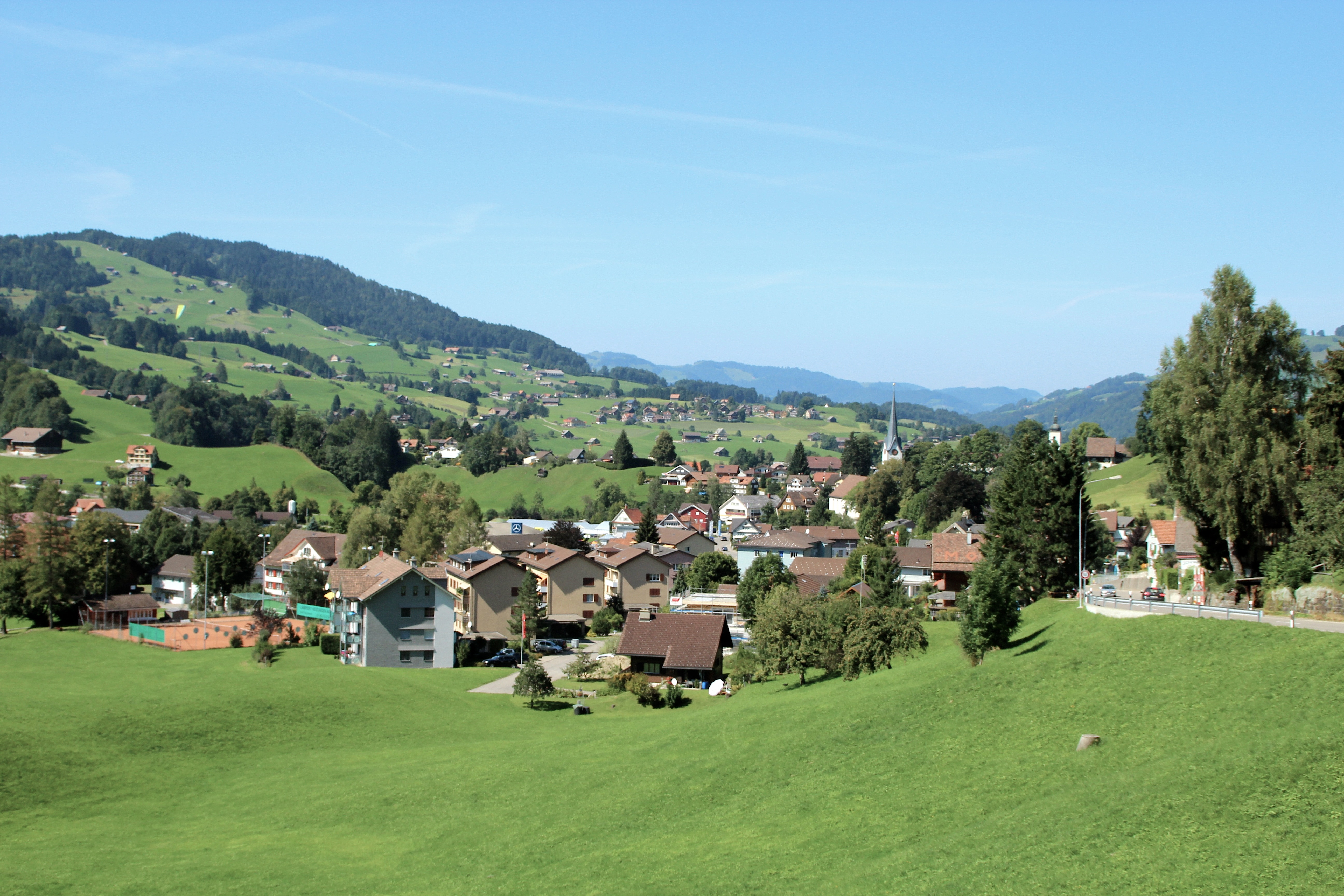

内斯劳-克鲁默瑙（德語：Nesslau-Krummenau）是瑞士聖加侖州的一个旧市镇，位於該國東北部，面積80.63平方公里，五成半土地是農業用地，海拔高度759米，2011年人口3,322，人口密度每平方公里41人。

## 外部連結
- Official website （德文）